# Chicken fried steak

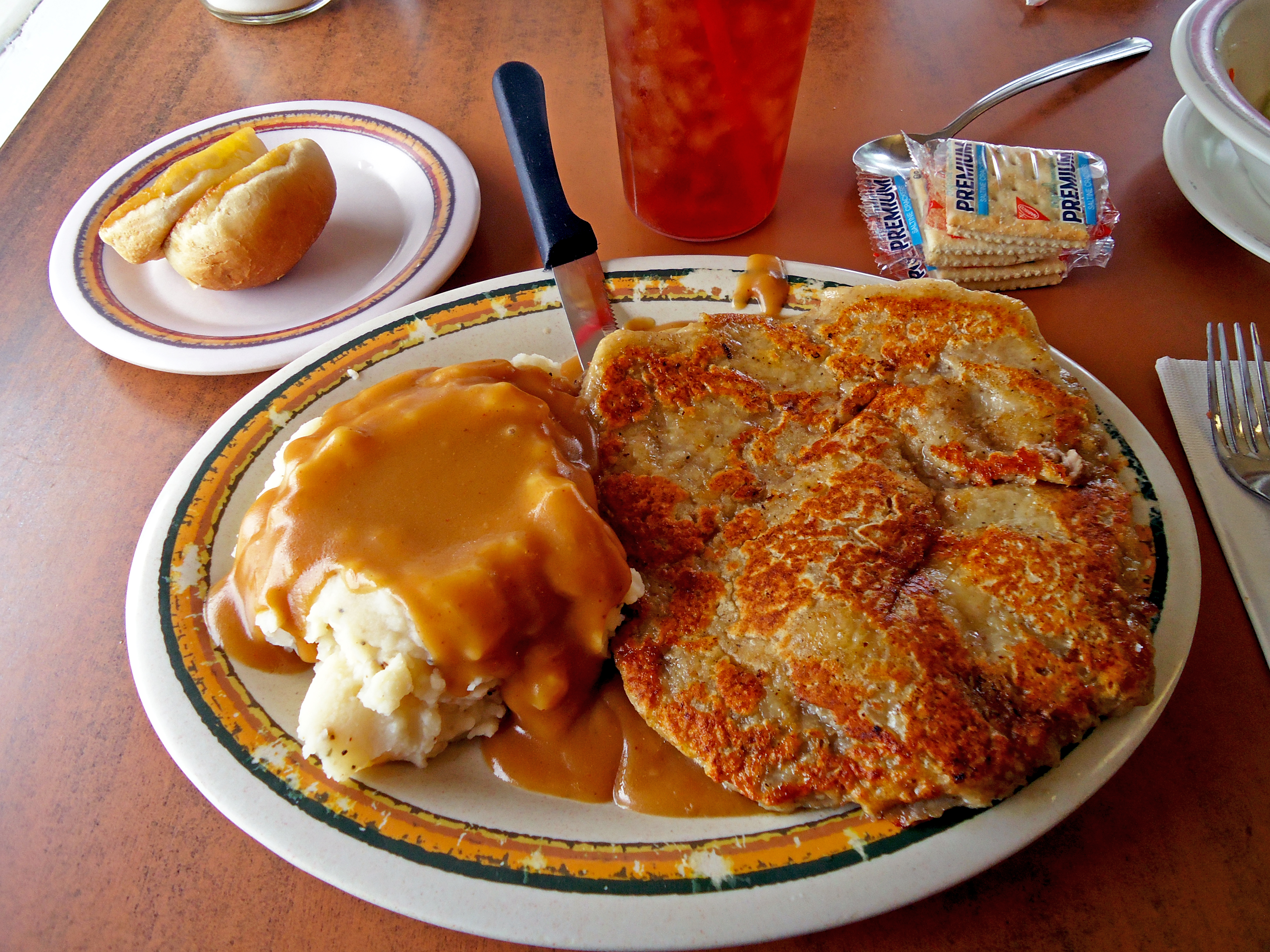

Chicken fried steak é bife a Milanesa no estilo típico da culinária do sul dos Estados Unidos que consiste num bife de carne frito na frigideira, depois de temperado e passado por ovos e farinha, geralmente servido com um molho castanho (“gravy”). Apesar do nome, o prato não contém frango, sendo chamado assim pelo modo de preparo, que é parecido com o preparo comum de frango frito.